# Моя родина (Сметана)
«Моя родина» (чеш. Má vlast) ― шесть симфонических поэм, написанных Бедржихом Сметаной в 1874―1879 годах. В тематический сборник входят поэмы «Вышеград» (чеш. Vyšehrad), «Влтава» (Vltava), «Шарка» (Šárka), «В чешских лугах и лесах» (Z českých luhů a hájů), «Табор» (Tábor) и «Бланик» (Blaník). На практике произведения как правило исполняются по отдельности (особенно популярна «Влтава»), реже — в виде «цикла». Общее время звучания «цикла» — около 80 минут.
В «Моей родине» Сметана объединяет форму симфонической поэмы, разработанную Ференцем Листом, с чешскими национальными мотивами. Каждая из поэм посвящена какой-либо легенде, историческому эпизоду или природе Чехии.

## Строение

### «Вышеград»
Симфоническая поэма «Вышеград» создавалась в сентябре―ноябре 1874 года и была впервые исполнена 14 марта 1875. Она посвящена одноимённому замку в Праге ― одной из древнейших достопримечательностей Чехии.
Поэма открывается звуками арф, символизирующими легендарного народного певца Лумира. Проводятся мотивы, появляющиеся в дальнейшем в других частях цикла, так, мотив B―Es―D―B, символизирующий замок, звучит во «Влтаве» и «Бланике».

### «Влтава»
«Влтава» была написана в ноябре―декабре 1874 года и впервые исполнена 4 апреля 1875. Композитор описывает одну из крупнейших чешских рек. Наигрыши флейт в начале поэмы изображают спокойное течение Влтавы, звуки труб и валторн ― охоту в лесу на её берегах, ритм весёлой польки ― крестьянскую свадьбу, тихая мелодия у скрипок на фоне «переливов» деревянных духовых ― ночные хороводы русалок, мощные аккорды всего оркестра ― пороги Святого Иоанна. Звучит мотив Вышеграда из первой поэмы.
Во «Влтаве» несколько раз звучит мотив, основанный на народной итальянской песне «La Mantovana» (легшей также в основу гимна Израиля ― «Атиква»). В Чехии мелодия «Влтавы» считается неофициальным национальным гимном.
Эта поэма на Западе известна под немецким названием Moldau.

### «Шарка»
В основу поэмы «Шарка», оконченной 20 февраля 1875 года, легла народная чешская легенда о воительнице Шарке.

### «В чешских лугах и лесах»
Эта поэма, оконченная 18 октября 1875 года и впервые исполненная 10 декабря 1878, не имеет в своей основе какого-либо сюжета, а описывает красоту чешской природы. В немецком переводе она известна как «Aus Böhmens Hain und Flur» (Из богемских рощ и лугов).

### «Табор»
Поэма «Табор» была окончена 13 декабря 1878 года и впервые исполнена 4 января 1880. Она названа в честь южного чешского города Табор, основанного гуситами и служившего их ставкой во время Гуситских войн. Главная тема этого произведения заимствована из гуситского боевого гимна.

### «Бланик»
Завершённая 9 марта 1879 и впервые исполненная 4 января 1880, в один день с «Табором», эта поэма названа в честь горы Бланик. Чешская легенда гласит, что внутри этой горы спит армия воинов под руководством Вацлава Святого, которая проснётся и придёт на помощь в самые тяжёлые времена для страны.
Завершающая часть цикла, поэма «Бланик» объединяет мотивы предыдущих частей: вновь звучит гуситский гимн из «Табора», а в конце появляется мотив Вышеграда из первой части, образуя «арку», охватывающую весь цикл.